# Edifici Mercado (Valls)
Ca Català, Edifici Mercado o Ca Bella, és un edifici noucentista de Valls (Alt Camp) protegit com a Bé Cultural d'Interès Local.

## Descripció
Edifici que fa cantonada amb la Costa del Puntarró, en plena plaça de les Garrofes. L'immoble consta de planta baixa amb local comercial i tres plantes més. En la façana que dona al carrer Tomàs Caylà, hi ha la porta d'accés als habitatges, aquesta està emmarcada per dos columnes adossades a la fatxada. En la llinda hi ha una petita cornisa i damunt una semi circumferència. En aquesta alçada hi ha dos balcons a cada costat. En el primer pis hi ha tres balcons, el central més ampla i amb un frontis en la llinda. Ja a la segona hi ha dos balcons en els laterals i dues finestres estretes al centre.
A la façana que dona a la plaça hi ha l'entrada al bar/cafeteria existent als baixos i dues finestres als costats. Entre la primera i segona plantes hi ha una magnífica tribuna que té un desenvolupament pentagonal irregular, amb dues finestres al centre i una en els quatre altres laterals. A més hi ha dos balcons en cada una de les plantes. Tot l'edifici queda rematat per una cornisa perimetral, que es recolza amb una sèrie de petites mènsules.